# Нумізматичний музей Афін
Нумізматичний Музей в Афінах (грец. Νομισματικό Μουσείο) — нумізматичний музей, розташований в місті Афіни. Один з найстаріших і найбільших громадських музеїв Греції. Музей володіє однією з наймасштабніших колекцій монет у світі, як давніх, так і сучасних. 

## Історія
Нумізматичний музей Афін був заснований в 1838 році, практично в один час з Національним археологічним музеєм. Передумовами до створення музею стали любов до античності, поширена в той час в Європі і бажання зберегти національну культурну спадщину Греції. З 1843 року музей разом з Національною бібліотекою Греції розташовувався у приміщеннях Афінського університету.
У 1856 році директором музею був призначений Ахілл Постолакас (Achilles Postolakas) — експерт в нумізматиці, який пропрацював у музеї до 1888 року. Він заклав основи наукової організації музею, збільшив кількість експонатів і поповнив музейну бібліотеку.
У 1867 році нумізматичний музей був законодавчо визначений як філія Національної бібліотеки Греції.
У 1890 році організована перша виставка монет.
У 1893 році музей став незалежним і до 1910 року перейшов в управління археологічного відділу Міністерства культури Греції. У цей період музей поповнювався за рахунок скарбів і придбання великого числа нумізматичних колекцій. Одночасно, музей стає всесвітньо визнаним науковим центром. У музеї проводяться фундаментальні дослідження монет Криту, Афін, Птолемеїв. Видається журнал по археологічної нумізматиці.
До 1940 року музей залишався в приміщенні Афінської Академії, але під час Другої світової війни всі цінності були перевезені в Банк Греції.
З 1946 по 1956 рік нумізматична колекція була представлена на першому поверсі Національного археологічного музею. 
У 1965 році нумізматична колекція отримала адміністративну автономію і з 1977 року стала офіційно називатися «нумізматичний музей».
У 1960-ті роки музей продовжує розвиватися. Важливі кроки були зроблені в каталогізації та управлінні колекціями. Проведена реекспозиція стародавніх скарбів, музей активно бере участь у створенні сучасної дослідницької методології. У 1970-х роках відкриті 
реставраційні майстерні, запущені перші освітні програми.
У 1984 році Міністерство культури Греції ухвалило рішення про розміщення Музею нумізматики у будівлі Iliou Melathron.
З 1994 року відбувається розширення колекцій, розвиваються європейські партнерські програми, у музею з'явився сайт в мережі Інтернет. 
У 1998 році на першому поверсі Iliou Melathron відкрилася постійна експозиція музею.
У 2003 році колекції, бібліотека та обладнання музею були повністю перенесені в нову будівлю. Одночасно з реставраційними роботами на фасаді будівлі, проводилися інфраструктурні поліпшення. Був побудований ліфт для людей з обмеженими можливостями, відкрито кафе в саду музею. Велику увагу було приділено ролі музею в культурному та соціальному житті міста у вигляді лекцій, заходів та освітніх програм.
У 2007 році відкриті постійні експозиції на другому поверсі Iliou Melathron. 

## Будівля музею
В даний час музей розташований в будинку, який відомий як «Iliou Melathron» («Палац Іліона»), колишньому особняку археолога Генріха Шлімана.

## Колекція
Знайомство з колекцією починається з залу Шлімана, експонати якого присвячені родині самого археолога.
Колекція музею містить більше 500 000 об'єктів: монети, медалі, печатки, дорогоцінні камені, книги та документи. На території Греції нерідкі випадки виявлення давньогрецьких, римських, візантійських, середньовічних і сучасних скарбів. Більш 190 тисяч монет поповнили колекцію музею завдяки 670 таким знахідкам. Більш ніж 50 000 монет надійшло з археологічних розкопок в материковій Греції (Аргос, Олімпія, Коринф, Дельфи). Частина експонатів була пожертвувана музею або придбана ним.
Найбільш ранні предмети датуються 14 століттям до н. е. Відвідувачам музею представлено низку унікальних колекцій монет з 6-го століття до нашої ери до 5-го століття н. е. Це монети з грецьких полісів елліністичного і римського періодів, основні візантійські і середньовічні колекції із Західної Європи, Сходу та Османської імперії. Музейна бібліотека нараховує 12 000 спеціалізованих видань з історії грошового обігу. При музеї працюють реставраційні майстерні, кафе і магазин.

## Галерея

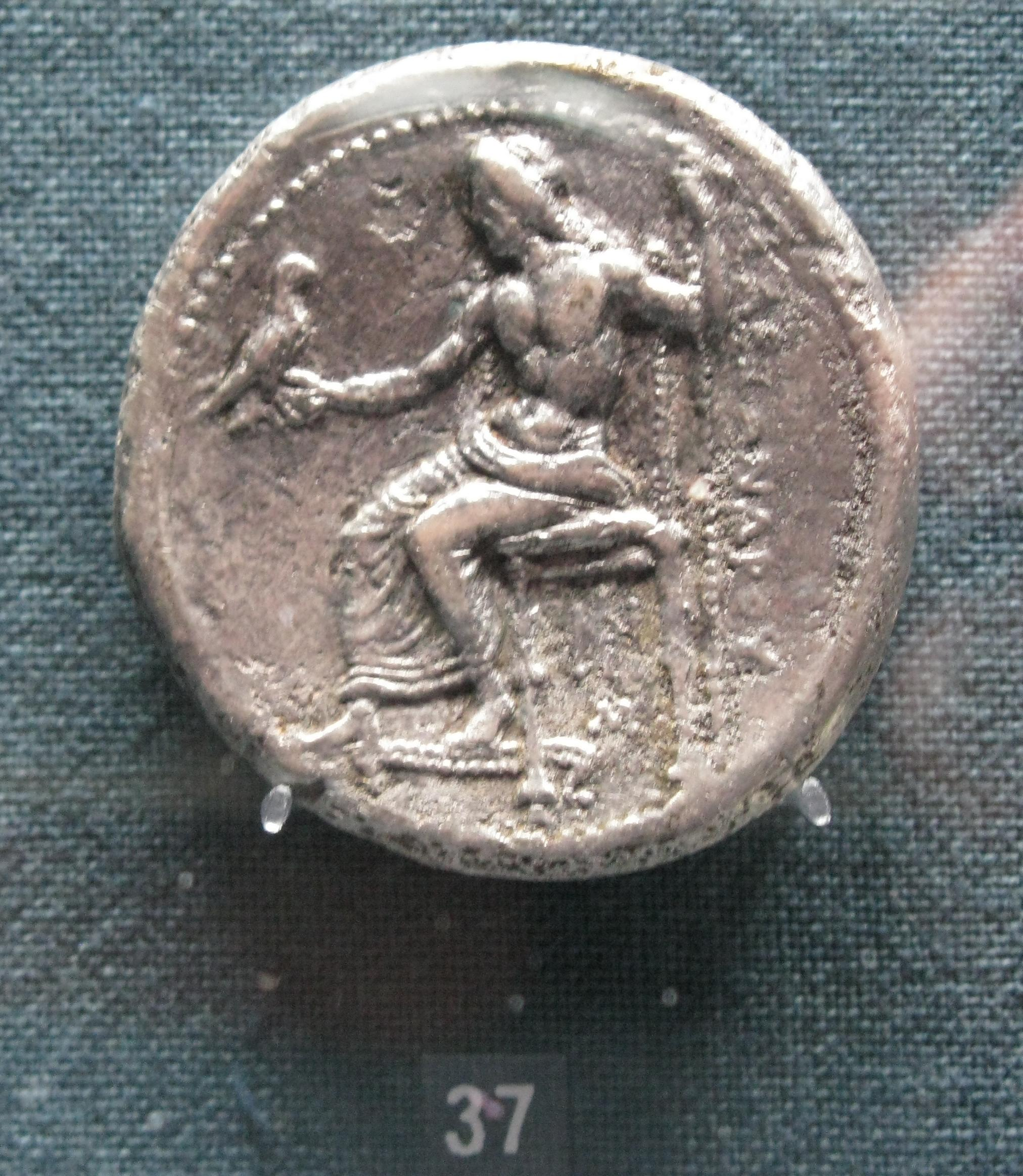
Монета часів Александра Македонського
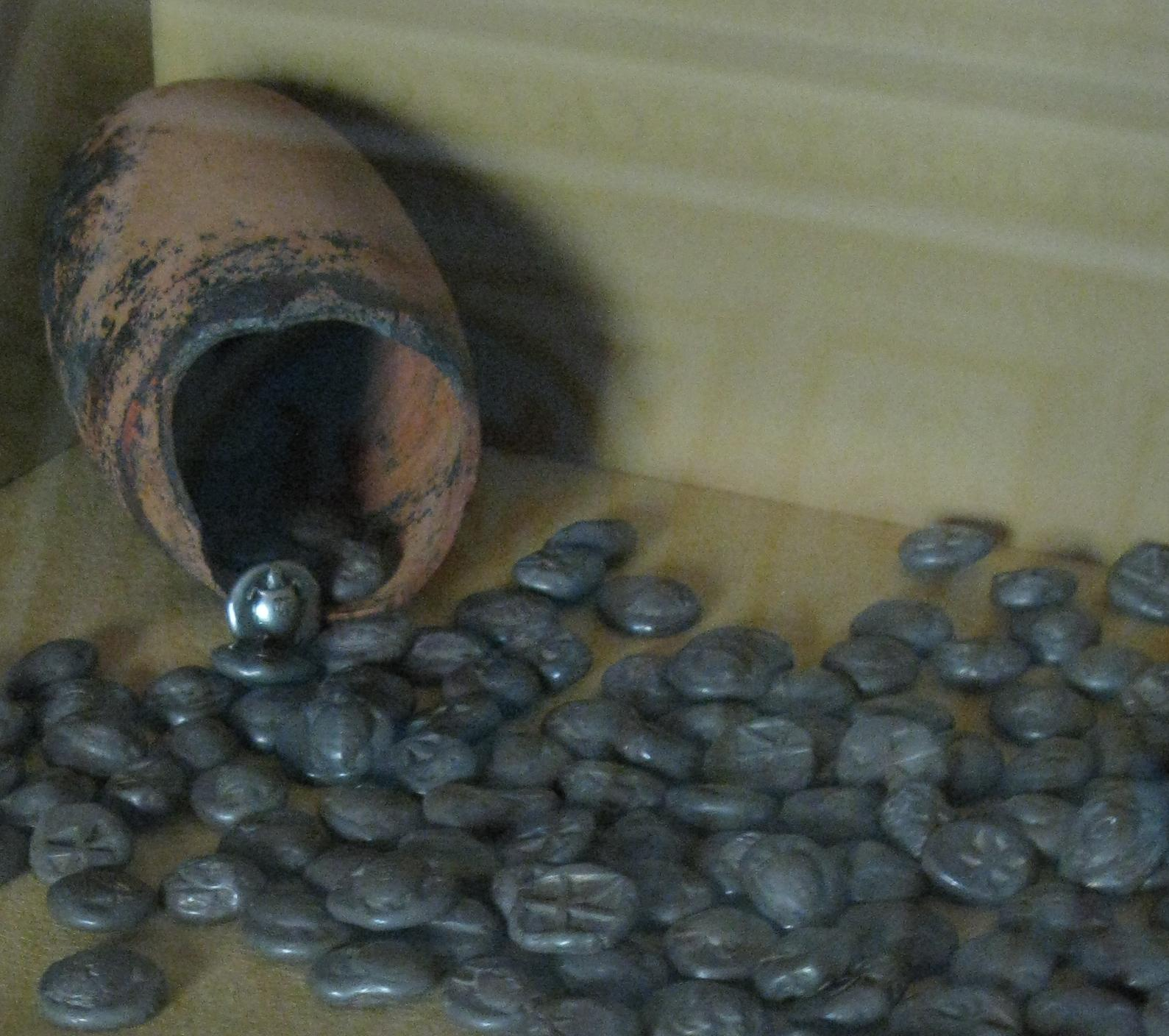
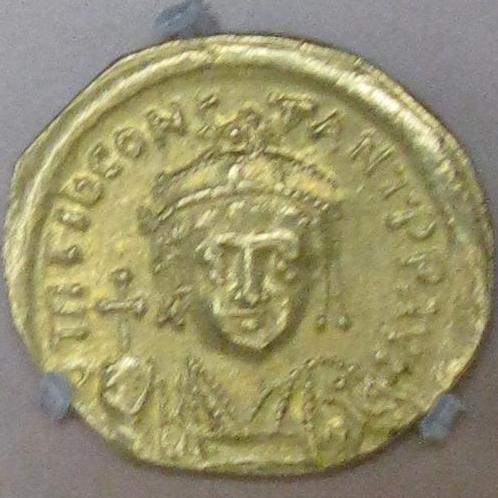
Солідус (монета), Тиберій II
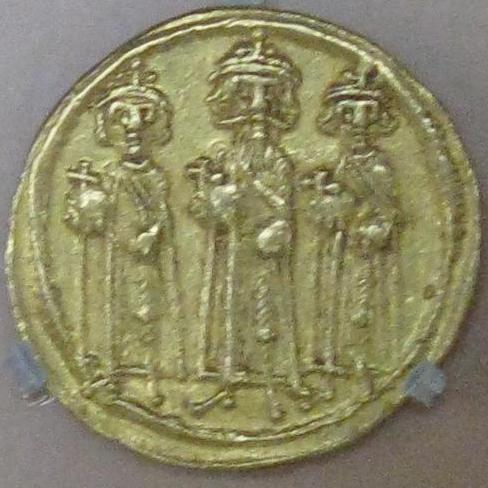
Солідус (монета) візантійського імператора Іраклія